# 号角水仙
号角水仙，也叫小亚马孙百合（英語：mini Amazon lily），是石蒜科瓶水仙属的一种植物，原产于哥伦比亚西北部。号角水仙与同属的南美水仙一样是观叶观花俱佳的温室植物；但与南美水仙不同，号角水仙的花没有香味，雄蕊杯也不发达。

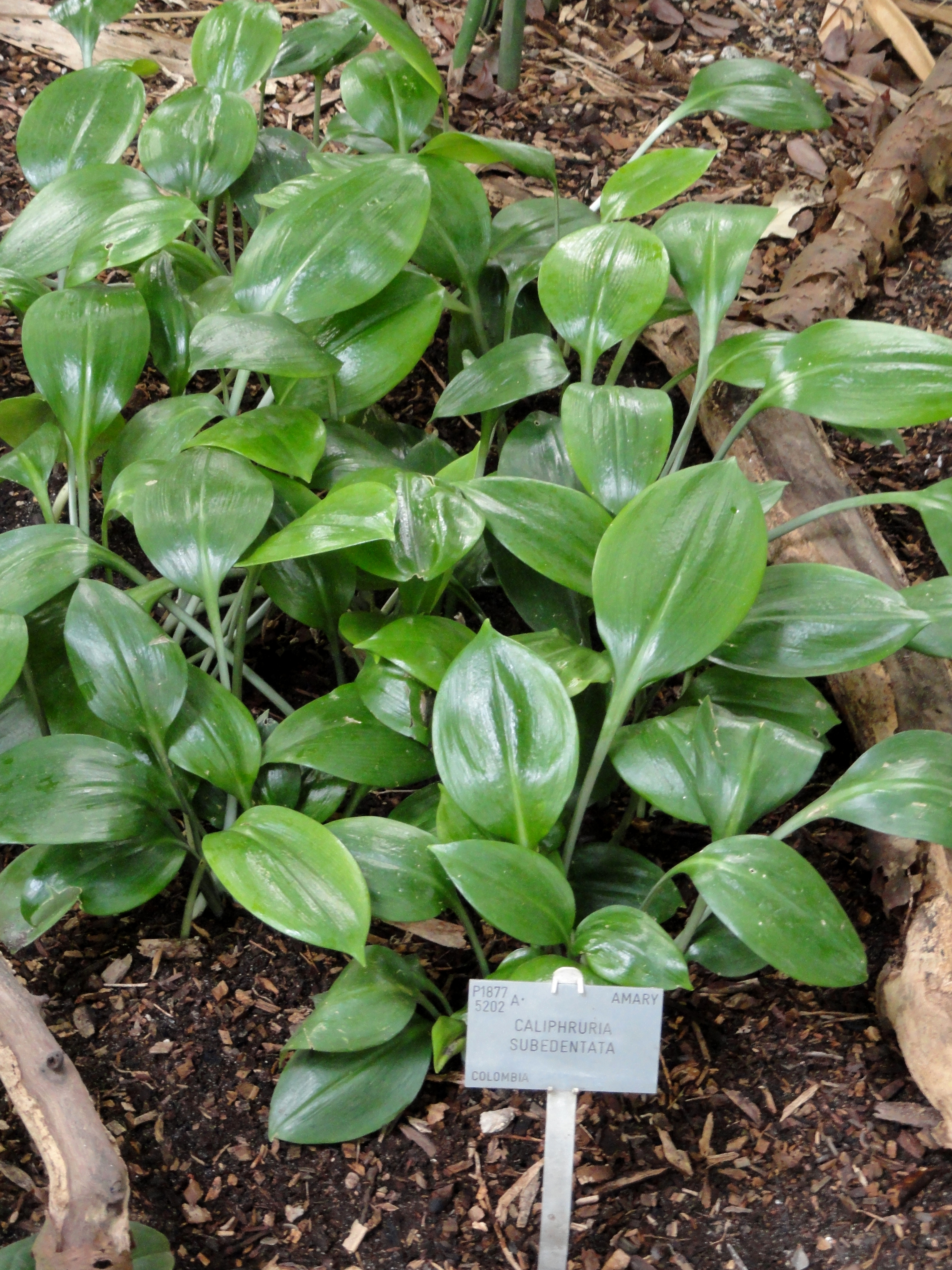
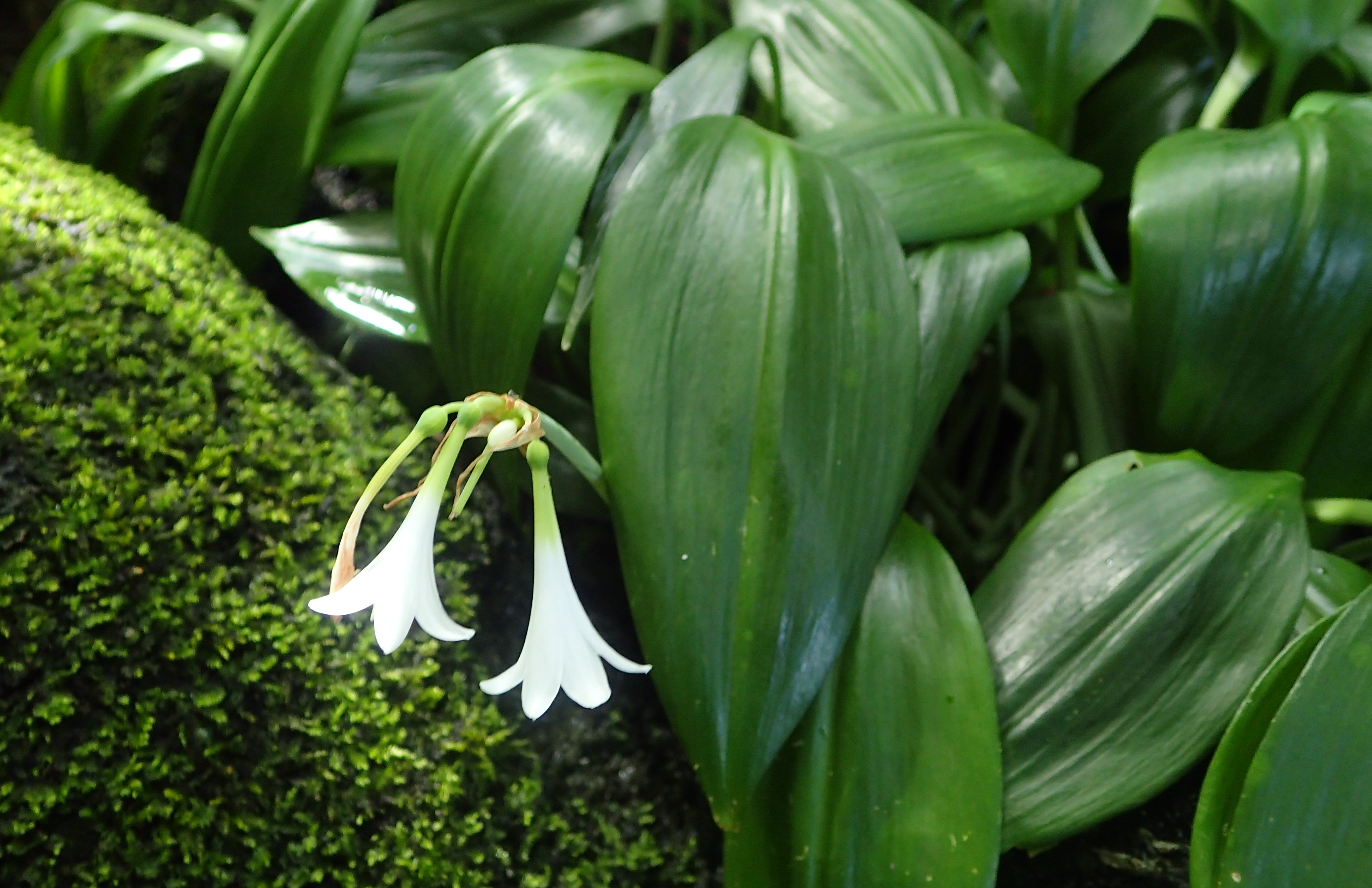
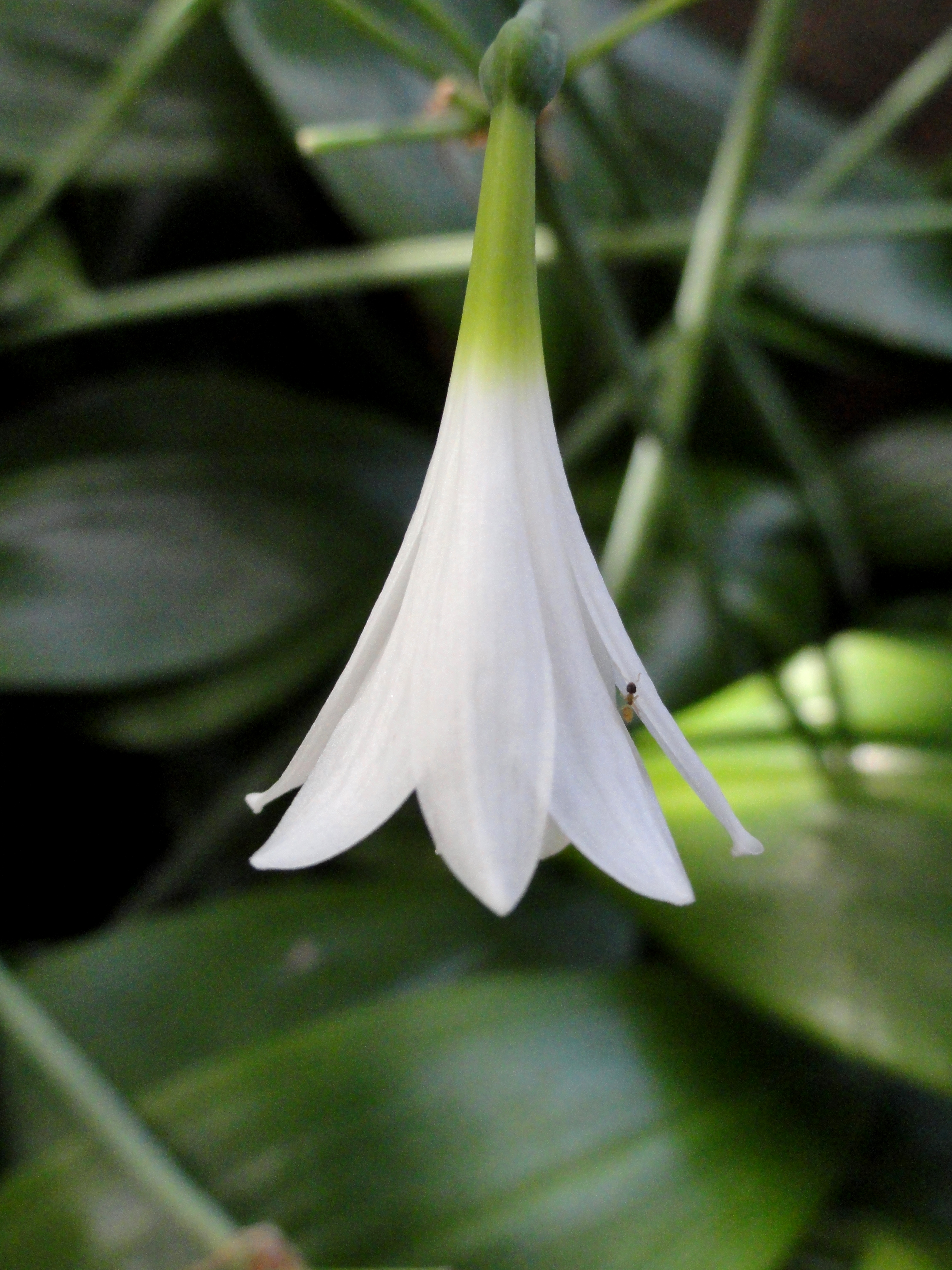